# Альфред Брем

Поштова марка, Німеччина, 1984

Альфре́д Е́дмунд Брем (нім. Alfred Edmund Brehm; 2 лютого 1829 — 11 листопада 1884) — німецький вчений-зоолог, мандрівник, автор науково-популярної роботи «Життя тварин».

## Біографія
Народився в Рентендорфі (Тюрингія) у сім'ї сільського пастора Людвіга Брема, відомого європейського орнітолога. Навчався в Єнському університеті.
Під час численних подорожей (Африка, Скандинавський півострів, Західний Сибір) зібрав величезний зоологічний матеріал, який був покладений в основу його багатотомної праці «Життя тварин». Ця праця, що багато раз видавалась у перекладах різними мови, містить, поряд із застарілими, ряд цінних фактичних даних. А. Брем також автор ряду інших науково-популярних робіт.